# Bartolomé Benassar

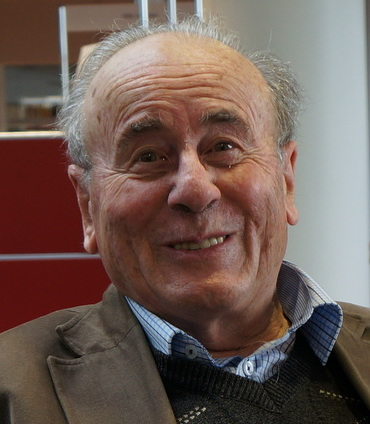
Bartolomé Benassar

Bartolomé Bennassar (Nimes, 8 de abril de 1929 - Toulouse, 8 de novembro de 2018) foi um historiador e escritor francês. Especializou-se em história espanhola e latino-americana.

## Carreira
Bennassar começou como professor de história em 1952 e defendeu sua tese em 1957.
Foi professor emérito da Universidade de Toulouse-Jean Jaurès, especializado em história contemporânea da Espanha e da América Latina, bem como dos séculos XVI e XVII. Ele também foi um renomado crítico das touradas.

### Contribuições para a história moderna da Espanha
Bennassar escreveu livros intitulados Le Voyage en Espagne (A Inquisição Espanhola), L'Histoire des Espagnols (A História dos Espanhóis) e La Guerre d'Espagne et ses lendemains (A Guerra Civil Espanhola e suas Consequências). Ele também escreveu uma biografia muito importante sobre Francisco Franco. Seu livro mais famoso, Last Leap, foi transformado em filme em 1970.

## Publicações
- Valladolid au siècle d'or. Une ville de Castille et sa campagne au xvie siècle. París/La Haye, Mouton, 1967, 634 p. (tese)
- Recherches sur les grandes épidémies dans le nord de l'Espagne à la fin du xiie siècle, SEVPEN, 1969, 194 p.
- Saint-Jacques de Compostelle, Paris, Julliard, 1970, 304 p.
- L'Homme espagnol. Attitudes et mentalités du xvie au xixe siècle, Paris, Hachette, 1975, 252 p.
- (es) La América española y portuguesa, siglo XVI a XVIII, Madrid, Akal., 1980.
- Un siècle d'or espagnol (vers 1525-vers 1648), Paris, Robert Laffont, 1982, reedição em brochura, Marabout, 1983.
- Histoire des Espagnols (direction), Paris, Armand Colin, 1985, 2 vol.
  -     - Les Chrétiens d’Allah. L'histoire extraordinaire des renégats, xvie – xviie siècle, com Lucile Bennassar, Paris, 1989, Reedição Librairie académique Perrin, Paris, 2006, (ISBN 2262024227), 595 páginas.
- 1492. Un monde nouveau ?, com Lucile Bennassar, Paris, Perrin, 1991. reedição em 2013
- Le Défi espagnol, com Bernard Bessière, La Manufacture, 1991 (ISBN 2-7377-0288-7)
- Histoire de la Tauromachie, Paris, éditions Desjonquères, 1993, (ISBN 2-904227-73-3) reedição em 2002, (ISBN 2-84321-046-1).
- , Paris, Librairie Académique Perrin, coll. « Histoire », março 1995, 409 p., 23 × 14 cm (ISBN 978-2-262-01025-6) Réédition : Paris, Librairie Académique Perrin, coll. « Tempus », set. 2002, 410 p. (ISBN 978-2-262-01895-5)
- La Carrera de Indias : Histoire du commerce hispano-américain (xvie – xviiie siècles), Antonio García-Baquero González et Bartolomé Bennassar, Paris, Éditions Desjonquères, 1997, (ISBN 2843210038), 256 páginas.
- Le xvie siècle, Paris, Armand Colin, collection U, 1972 ; 3a .ed., 1997 (com Jean Jacquart).
- Le Voyage en Espagne : anthologie des voyageurs français et francophones du xvie au xixe siècle, Lucile et Bartolomé Bennassar, Paris, Robert Laffont, coll. « Bouquins », 1998, (ISBN 2-221-08078-5), 1312 páginas.
- Chrétiens et Musulmans à la Renaissance,  Anais do 37º colóquio internacional do CESR, sob a direção de Bartolomé Bennassar e Robert Sauzet, ed. Honoré Champion, 1998.
- Franco, Enfance et adolescence, Éditions Autrement, 1999.
- Histoire du Brésil 1500 -2000, Paris, Librairie Arthème Fayard, 2000, com Richard Marin.
- (es) Don Juan de Austria, un héroe para un imperio, Madri, 2000, Ediciones Temas de hoy, historia.
- Cortés le conquérant de l'impossible, Paris, Éditions Payot, 2001, (ISBN 2228894753), 356 páginas.
- Le Temps de l’Espagne, xvie – xviie siècle, com Bernard Vincent, Paris, Hachette, 2001, (ISBN 2-01-279022-4), reeditado em 2010, (ISBN 9782012705579), 250 páginas.
- L'inquisition espagnole 15e - 19e siècles, Paris, Hachette, collection « Pluriel », 2002, edição 2009, (ISBN 2012705421), 382 páginas. Reedição: Paris, Librairie Académique Perrin, coll. « Pour l'histoire », octobre 2004, 548 p., 24 × 16 cm, ill., couv. ill. (ISBN 2-262-02001-9 et 978-2-262-02001-9, BNF 39258411, Reedição: Paris, Librairie Académique Perrin, coll. « Tempus », maio 2006, 550 p. (ISBN 978-2-262-02503-8)
- Le Lit, le pouvoir et la mort : Reines et Princesses d'Europe de la Renaissance aux Lumières, Paris, De Fallois, 2006, (ISBN 2877066053), 270 páginas.
- Les rivières de ma vie : Mémoires d'un pêcheur de truites (1947-2006), Paris, De Fallois, 2008.
- Vélasquez : une vie, Paris, De Fallois, 2010, (ISBN 9782877067300), 330 páginas.
- Histoire de Madrid, Paris, Perrin, 2013, (ISBN 978-2-262-03445-0).
- Pérégrinations ibériques : essai d'ego-histoire, Madrid, Casa de Vélasquez, coll. « Essais », 2018 (ISBN 978-84-9096-213-8).